# پیوند گلیکوزیدی

نگاره بالا نشان دهنده ی ساختار آدنوزین که بخشی از مولکول آران‌ای است، می باشد و حاصل تشکیل پیوند گلیکوزیدی ان میان ریبوز و آدنین می باشد.

در شیمی پیوند گلیکوزیدی (به انگلیسی: Glycosidic bond) پیوند کووالانسی است که مولکول کربوهیدرات را به گروه دیگری متصل می‌نمایید، این گروه ممکن است که کربوهیدرات دیگری باشد یا خیر. پیوند گلیکوزیدی میان گروه همی استال یک کربوهیدرات و گروه هیدروکسیل ماده دیگری مانند الکل ایجاد می‌شود. موادی که دارای پیوند گلیکوزیدی هستند گلیکوزید نامیده می‌شود. گرچه در استفاده روزمره واژه به معنای ماده دارای پیوند گلیکوزیدی میان گروه همی استال یک کربوهیدرات و گروه هیدروکسیل یا حتی گروه‌های دیگری چون، اس آر- (تیوگلیکوزید) (به انگلیسی: SR- thioglycosides)، اس ای آر (سلنوگلیکوزید) (به انگلیسی: SeR- selenoglycosides)، ان آر۱ آر۲ (ان گلیکوزید) (به انگلیسی: NR1R2- N-glycosides) و سی آر۱آر۲آر۳ (سی گلیکوزید) (به انگلیسی: CR1R2R3- C-glycosides) می‌باشد.
به ویژه در گلیکوزیدهایی که به شکل طبیعی رخ می‌دهند، به ترکیب آر او هاچ (به انگلیسی: ROH) که از آن، باقی‌مانده کربوهیدرات حذف شده است آگلیکون (به انگلیسی: aglycone) می‌گویند و به باقی‌مانده کربوهیدرات نیز گلیکون (به انگلیسی: glycone) گویند.